# Porter 'n' Dolly
Porter 'n' Dolly è l'undicesimo album in studio collaborativo dei cantanti statunitensi Porter Wagoner e Dolly Parton, pubblicato nel 1974.

## Tracce
Side 1
1. Please Don't Stop Loving Me – 2:45 (Dolly Parton, Porter Wagoner)
2. The Fire That Keeps You Warm – 2:07 (Parton)
3. Too Far Gone – 2:10 (Parton)
4. We'd Have to Be Crazy – 2:32 (Parton)
5. The Power of Love – 2:22 (Wagoner)

Side 2
1. Sixteen Years – 2:47 (Wagoner, Tom Pick)
2. Together You and I – 2:20 (Parton)
3. Without You – 2:25 (Parton)
4. Two – 2:37 (Parton)
5. Sounds of Nature – 2:17 (Parton, Wagoner)